# Eixample
Eixample este un district din Barcelona.

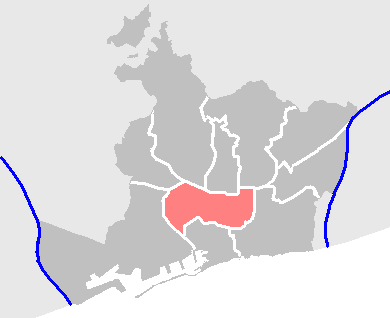
Ditrictul Eixample pe harta Barcelonei